# 3146 Дато
3146 Дато (3146 Dato) — астероїд головного поясу, відкритий 17 травня 1972 року.
Тіссеранів параметр щодо Юпітера — 3,463.